# Forcepoint
Forcepoint, voorheen Websense, is een bedrijf uit San Diego, gespecialiseerd in web, e-mail en databeveiligingssoftware.
Hun software laat toe om toegang tot bepaalde sites te blokkeren, om spam te filteren en om interne gegevens te beveiligen (Data Loss Prevention). Naast de toegang beperken wordt ook de veiligheid verhoogd dankzij ThreatSeeker, PreciseID en antivirustechnologie.
Forcepoint werd in 1994 opgericht door Phil Trubey onder de naam Websense.